# Луценко Ігор Вікторович
І́гор Ві́кторович Луце́нко (нар. 10 листопада 1978, Київ) — військовослужбовець, аеророзвідник, письменник, засновник і редактор інтернет-видань, громадський діяч руху за збереження історичної забудови міста Києва, економіст за освітою. Активіст Євромайдану. Народний депутат 8-го скликання, обраний за списком партії «Батьківщина» (третій номер у партійному списку). Разом з Юрієм Вербицьким був викрадений невідомими з київської лікарні під час Революції гідності 21 січня 2014.

## Життєпис
Народився в родині лікарів.
Колишній консультант Міжнародного центру перспективних досліджень, екс-редактор секції журналу «Компаньйон [Архівовано 13 вересня 2012 у Wayback Machine.]», екс-редактор секції «Большие деньги» журналу «Власть денег», екс-редактор секції «Бізнес» журналу «Корреспондент», засновник «Економічної правди», журналіст інтернет-видання «Українська правда».
Луценко є одним із засновників та активістів громадського руху «Збережи старий Київ». Зареєстрований незалежним кандидатом на виборах до Верховної Ради України 28 жовтня 2012 року у 223 виборчому окрузі (Шевченківський район Києва). Зняв свою кандидатуру на користь Юрія Левченка від ВО «Свобода».

Під час подій Євромайдану був заступником коменданта протестного табору в Києві. Був членом Ради народного об'єднання «Майдан», список якої Турчинов оголосив 22 грудня 2013 року. Тоді ж повідомив, що 
|  | запровадження співголів народного об'єднання «Майдан» не обговорювалася і не погоджувалася на розширеному засіданні штабу Євромайдану. |

Зранку 21 січня 2014 року Ігоря Луценка викрали невідомі з Жовтневої лікарні Києва разом із іншим активістом Юрієм Вербицьким. У міліції заявили, що його не затримували; знайомі Ігоря припускали, що його викрала Служба безпеки України.
21 січня ввечері Ігор Луценко перебував у лікарні вже як пацієнт: у нього був струс мозку, вибитий зуб та підбите око. Невідомі побили його та Юрія Вербицького, яких вони допитували про фінансування та організацію Євромайдану. За словами журналіста Андрія Ковальова, потерпілого Луценка били ногами, він не може ходити, йому пошкодили ломом ногу.
Станом на травень 2014 року — боєць батальйону «Азов».
Серпень-жовтень 2014 року - захист села Піски Донецької області у складі батальйону ОУН.
З 27 листопада 2014 року — народний депутат України від партії «Батьківщина», голова підкомітету з питань взаємодії з громадянським суспільством Комітету Верховної Ради України з питань запобігання і протидії корупції.
у 2015 році став співзасновником Центру підтримки аеророзвідки.
З 24 лютого 2022 року - служба в ЗСУ, аеророзвідник 72 ОМБР, з 2023 року - інструктор бойового загону 190 навчального центру, сержант.

## Розслідування викрадення
22 серпня 2020-го у ДБР заявили, що завершили розслідування вбивства Вербицького, заарештувавши двох осіб, що підозрюються у злочині. Їм також інкримінуються щонайменше 6 інших звинувачень.
16 квітня 2021 Бориспільський міськрайонний суд Київської області засудив до 9 років позбавлення волі Олександра Волкова, як одного з викрадачів Луценка та визнав винним у викраденні та вбивстві Вербицького. За словами Луценка, в СІЗО по цій справі перебувало троє осіб, крім них, під судом один — очно, інших два — заочно. Також він наголосив, що більшість викрадачів, організаторів і спонсорів цього злочину, зараз переховуються в РФ. 8 серпня суд не продовжив запобіжний захід підозрюваним у викраденні та катуванні активістів, відтак, Сергій Мисливий та Іван Новотний вийшли на свободу.

## Скандали
- 14 липня 2016 року відзначився тим, що запустив у сесійному залі Верховної Ради квадрокоптер[20] на знак протесту проти "кнопкодавства" та ігнорування потреб ЗСУ у дронах.
- У жовтні 2018 року Фонд гарантування вкладів фізичних осіб, діяльність котрого неодноразово критикувалася Луценком, передав до Національного антикорупційного бюро України матеріали щодо можливого кримінального правопорушення, нібито здійсненого Ігорем Луценком у 2015 році: виведення 750 тис. грн. з банку «Київська Русь», який перебував в процесі банкрутства.[21] Факти виведення коштів Луценком не підтвердилися.

## Нагороди
- Орден «За мужність» III ступеня (3 травня 2022[22], вручено на день артилерії 3 листопада 2022[23])

## Виноски
1. ↑  Спецпроект «Люди в городе»: Игорь Луценко. Архів оригіналу за 12 вересня 2011. Процитовано 6 серпня 2011.
2. ↑  Кандидати від Батьківщини. Архів оригіналу за 3 липня 2014. Процитовано 27 червня 2014.
3. ↑  Головред «Економічної правди» Ігор Луценко залишив «УП» 26.05.2008. Архів оригіналу за 11.09.2012. Процитовано 22.06.2008.
4. ↑  Антон Зікора. Самураї мегаполісу. Український тиждень, № 14 (23) за 4 квітня 2008. Архів оригіналу за 26 червня 2013. Процитовано 31 січня 2011.
5. ↑  Луценко Ігор Вікторович — вся правда Біографія, Балотування, Фракції, Декларація. www.chesno.org. Архів оригіналу за 17 червня 2019. Процитовано 17 червня 2019.
6. ↑  Народне об'єднання «Майдан» «очистить від Януковича країну» — резолюція (доповнено) [Архівовано 9 вересня 2014 у Wayback Machine.] // Радіо Свобода, Ірина Стельмах, 22.12.2013
7. ↑  Резолюція Народного Віча [Архівовано 10 серпня 2014 у Wayback Machine.] Про заснування Всеукраїнського об'єднання «Майдан». м. Київ, 22 грудня 2013 року // Всеукраїнське об'єднання «Майдан» (maidan2013.com.ua)
8. ↑  Склад Президії Ради ГО «Всеукраїнське об'єднання „Майдан“» [Архівовано 21 серпня 2014 у Wayback Machine.]. Склад Ради ГО «Всеукраїнське об'єднання «Майдан»» // Всеукраїнське об'єднання «Майдан» (maidan2013.com.ua)
9. ↑  Склад ради «Майдану» станом на 26.12.13 [Архівовано 24 вересня 2014 у Wayback Machine.] // Українська правда. Блог Ігора Луценка, 26 грудня 2013, 23:54
10. ↑  Політики самовільно призначили себе співголовами народного об'єднання "Майдан" [Архівовано 10 червня 2014 у Wayback Machine.] — Ігор Луценко // «iPress.ua», 22.12.2013 17:24
11. ↑  Аніта Грабська. У Києві зник активіст Євромайдану Ігор Луценко [Архівовано 25 січня 2014 у Wayback Machine.] // Deutsche Welle, 21.01.2014.
12. ↑  Ігор Луценко: ті, хто мене били, щиро вважають, що «майданівцям» платять [Архівовано 22 січня 2014 у Wayback Machine.] // Українська правда, 22.01.2014.
13. ↑  Луценко: росіянам подобається з нами воювати. Треба дати їм такого прочухана, щоб кайф закінчився! (укр.), процитовано 26 квітня 2024
14. ↑  Є ПИТАННЯ (11 грудня 2024), Термінова мобілізація 18-річних, "Військовий переворот" через корупцію ЛУЦЕНКО 🔴 Є ПИТАННЯ, процитовано 11 грудня 2024
15. ↑  https://apostrophe.ua/article/society/2025-08-12/ya-hochu-trusyty-i-byty-svoyu-batkivschynu-po-schokah-prokydaysya-prokydaysya/62586?amp
16. ↑  ДБР завершило розслідування у справі викрадення Луценка і вбивства Вербицького. РБК-Украина (рос.). Архів оригіналу за 23 серпня 2020. Процитовано 22 серпня 2020.
17. ↑  «Справи Майдану»: ДБР завершило розслідування вбивства Юрія Вербицького, а також викрадення і катування Ігоря Луценка | Державне бюро розслідувань. dbr.gov.ua (укр.). Архів оригіналу за 16 вересня 2020. Процитовано 22 серпня 2020.
18. ↑  Викрадення і катування Ігоря Луценка та Юрія Вербицького: суд дав 9 років за ґратами обвинуваченому Волкову. Радіо Свобода (укр.). 16 квітня 2021. Архів оригіналу за 16 квітня 2021. Процитовано 16 квітня 2021.
19. ↑  Справа викрадення та катування активістів Луценка і Вербицького: обвинувачені вийшли на свободу. 24 Канал (укр.). Архів оригіналу за 10 серпня 2021. Процитовано 10 серпня 2021.
20. ↑  «Припиніть цей цирк у Верховній Раді», — нардеп Ігор Луценко запустив квадрокоптер у сесійній залі парламенту. Архів оригіналу за 17 липня 2016. Процитовано 14 липня 2016.
21. ↑  Коли вкладникам ПАТ "БАНК «КИЇВСЬКА РУСЬ» відмовляли у поверненні коштів, нардеп Ігор Луценко доступ до своїх грошей отримав. Деталі з'ясовує НАБУ — ФГВФО [Архівовано 31 березня 2019 у Wayback Machine.] // Фонд Гарантування Вкладів Фізичних Осіб, 15.01.2019
22. ↑  УКАЗ ПРЕЗИДЕНТА УКРАЇНИ №295/2022 Про відзначення державними нагородами України
23. ↑  Допис Ігоря Луценка у мережі Facebook від 3 листопада 2022